# Alto da Groba
El Alto da Groba o Alto de Mougas es una montaña situada entre las parroquias de Belesar (Bayona) y Mougás (Oya), en la provincia de Pontevedra (Galicia, España). Tiene 654 metros de altura y es el pico más alto de la Serra da Groba.
Forma parte del sendero de gran recorrido GR-58, más conocido como Sendeiro das Greas por la gran cantidad de caballos salvajes que habitan en la zona.
En el camino de subida a la cumbre existen dos áreas recreativas, O Cortelliño y A Chan da Lagoa, desde las que se puede contemplar una buena vista del valle Miñor y la entrada a la ría de Vigo, entre otros puntos.

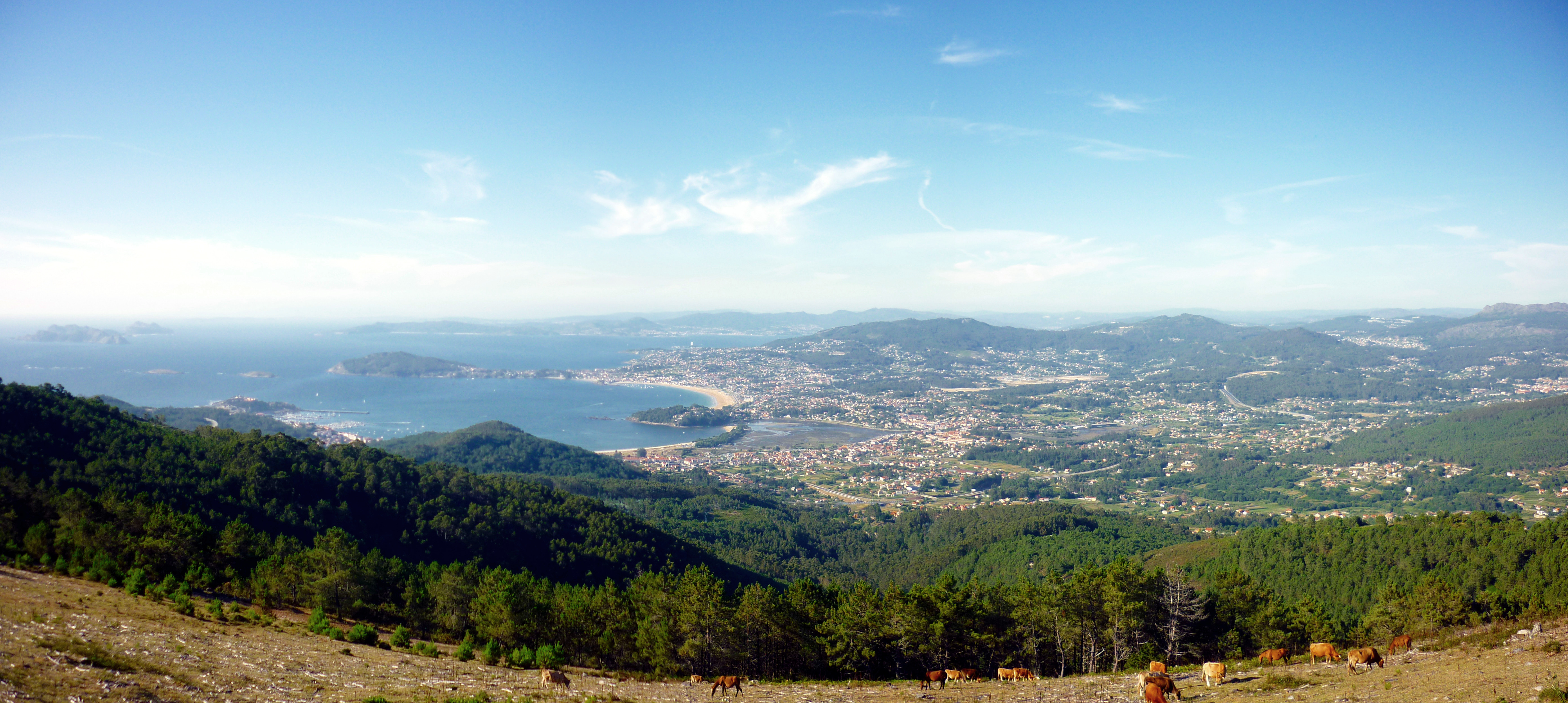
Panorama desde el Alto da Groba. A continuación de la masa boscosa se extiende el concejo de Nigrán, con las penínsulas de Monte Lourido (la primera y más pequeña) y de Monteferro (la de mayor extensión), separadas por playa América. Detrás se sitúa la boca de la ría de Vigo, con las islas Cíes al fondo a la izquierda. A la derecha de la imagen se ubica el concejo de Gondomar, en tierras de valle Miñor. También a la derecha, al fondo, se observa el monte Galiñeiro.